# Sagae

Sagae (寒河江市; -shi) é uma cidade japonesa localizada na província de Yamagata.
Em 2003, a cidade tinha uma população estimada em 43 379 habitantes e uma densidade populacional de 311,90 h/km². Tem uma área total de 139,08 km².
Recebeu o estatuto de cidade a 1 de Agosto de 1954.

## Cidades-irmãs
- Andong, Coreia do Sul
- Giresun, Turquia